# Croix de Victoria
Pour les articles homonymes, voir Croix de Victoria (homonymie).
Ne doit pas être confondu avec Ordre royal de Victoria.
La croix de Victoria (en anglais, la « Victoria Cross ») est la distinction militaire suprême de l'armée britannique et du Commonwealth.
Instituée le 29 janvier 1856 par un arrêt royal de la reine Victoria pour récompenser les actes de bravoure pendant la guerre de Crimée, la croix de Victoria vise à ne récompenser que les prouesses militaires accomplies face à l'ennemi en temps de guerre. Elle doit être attribuée de la manière la plus égalitaire possible, en ne prenant en compte ni le grade, ni la religion, ni l'origine ethnique ou la condition sociale du récipiendaire.
La reine insiste sur le fait que cette décoration exceptionnelle ne soit en aucune manière un ordre, contrairement à celui de la Jarretière ou du Bain, et ne soit donc point accompagnée d'un titre nobiliaire. Elle ne comprend aussi aucune hiérarchie honorifique en son sein.
Aux dires de sa créatrice, elle aurait été la plus prisée des décorations parmi tous les membres, officiers ou simples soldats, des unités tant navales que militaires. Dès 1858, un décret royal inclut les marins ayant pu, par leur seul courage, sauver un navire. Ainsi, elle est aussi accordée dans de rares cas en hommage à d'autres gestes courageux.
Cette décoration en bronze, en forme de croix, porte l'écusson royal et les mots « FOR VALOUR ». Le ruban est rouge pourpre et les récipiendaires peuvent faire suivre leur nom des initiales « VC ».
La croix de Victoria canadienne, créée en 1993 est identique à la croix originale, sauf pour l'inscription « PRO VALORE » en latin. Les gouvernements d'Australie et de Nouvelle-Zélande ont également institué leur croix de Victoria, respectivement la croix de Victoria australienne en 1991 et la croix de Victoria néo-zélandaise en 1999.

## Historique

### Origine
En 1854, après quarante ans de paix, la Grande-Bretagne fut entraînée dans une grande guerre contre la Russie. La guerre de Crimée fut l'une des premières guerres avec des rapports modernes, et les dépêches de William Howard Russell décrivaient de nombreux actes de bravoure qui ne furent pas récompensés.
Avant la guerre de Crimée, il n'y avait pas de système officiel et standardisé pour la reconnaissance et la récompense des actes de bravoure au sein de l'armée britannique. Les officiers étaient susceptibles d'être récompensés par un bas grade dans l'ordre du Bain et par une promotion par brevet tandis qu'une citation militaire (« Mention in Despatches ») pouvait être attribuée pour des actes moins remarquables. Cette structure était très limitée ; en pratique, les récompenses de l'ordre du Bain étaient réservées aux officiers dits « field officers » (équivalents des officiers supérieurs de l'armée française), et les citations militaires se limitaient globalement à ceux qui étaient subordonnés immédiats des commandants du champ de bataille, généralement des membres de l'équipe de commandement.
D'autres pays européens disposaient de récompenses qui ne discriminaient pas selon la classe ou le rang : la France décernait la Légion d'honneur depuis Napoléon Ier et les Pays-Bas l'ordre militaire de Guillaume. Le besoin d'une nouvelle décoration pour reconnaître le courage d'un homme indépendamment de la durée ou du mérite de son service se faisait sentir parmi le peuple britannique et à la Cour royale. La reine Victoria émit donc un mandat signé de sa main le 29 janvier 1856, (publié le 5 février de la même année dans la London Gazette) qui créa officiellement la croix de Victoria. Le document fut antidaté de 1854 afin de pouvoir récompenser des actes de bravoure effectués pendant la guerre de Crimée.
La reine avait demandé au ministère de la Guerre de concevoir une nouvelle médaille qui ne reconnaîtrait pas la naissance ou la classe sociale. Elle devait être une décoration simple qui serait très prisée et recherchée parmi les militaires en activité. Pour maintenir cette simplicité, la reine Victoria refusa que la récompense fût nommée « ordre militaire de Victoria » (« The Military Order of Victoria »), préférant la simple appellation « croix de Victoria » (« Victoria Cross »). Le mandat original formulait que la croix ne devait être décernée qu'aux soldats qui avaient servi en présence de l'ennemi et qui avaient fait preuve de courage ou de dévouement. La première cérémonie de remise eut lieu le 26 juin 1857 : la reine investit alors soixante-deux des 111 récipiendaires (soldats de la guerre de Crimée) à Hyde Park. Charles Davis Lucas (en) fut le premier récipiendaire.
Il était initialement prévu que les croix de Victoria fussent fabriquées à partir du bronze des tubes (cascabels) de deux canons pris aux Russes lors du siège de Sébastopol,,. L'historien John Glanfield a prouvé depuis, grâce à l'utilisation de rayons X sur des anciennes croix, que leur métal provenait en réalité de pistolets chinois, et n'avait donc pas d'origines russes,,. Une autre théorie affirme que les pistolets étaient à l'origine des armes chinoises, mais que les Russes s’en seraient emparé et les auraient réutilisés à Sébastopol. On pensait aussi que certaines médailles fabriquées pendant la Première Guerre mondiale étaient composées de métal extrait de différentes armes chinoises prises pendant la révolte des Boxers (postérieure à la guerre de Crimée), bien que l'on ait recommencé à utiliser le métal originel après la guerre. D'autres pièces de métal ont été probablement utilisées entre 1942 et 1945 pour fabriquer cinq croix de Victoria de la Seconde Guerre mondiale, car le métal de Sébastopol venait à manquer.
Les canons en question sont exposés au musée royal d'artillerie (en), situé à Woolwich. La portion restante du seul tube qui nous soit parvenu, pesant 358 oz (10 kg), est stockée dans une cave gardée par le régiment 15 du Royal Logistic Corps (en) à Donnington (en). Il ne peut être retiré qu'en présence de gardes armés. On a estimé à 80-85 le nombre de croix de Victoria fabricables à partir de cette source. Une seule entreprise d'orfèvres, Hancocks (en) à Londres, est chargée de la production de chaque croix décernée depuis sa création.

### Évolution de la croix de Victoria
Cette médaille est abandonnée au Canada en 1972 quand on institue des décorations canadiennes pour bravoure. Toutefois, en avril 1987, le gouvernement conservateur de Brian Mulroney demande au directeur adjoint de la Chancellerie des ordres et décorations du Canada d'en examiner la réinstitution.
En 2005, l'ancien brigadier-général Pierre Senécal a proposé de remplacer la Victoria Cross par la croix de Vimy en souvenir de la bataille de la crête de ce nom au cours de laquelle près de quatre mille soldats canadiens périrent en 1917.
En Ouganda, une croix semblable, la Victorious Cross (VC), a été créée par Idi Amin Dada dans le but de copier la croix de Victoria.

## Description

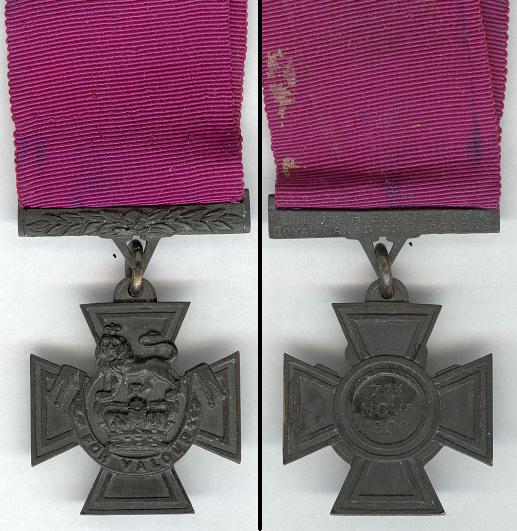
L'avers et le revers de la croix de Victoria de Richard Turner, officier canadien durant la guerre des Boers et la Première Guerre mondiale.

La croix de Victoria est une croix pattée de bronze de 41 mm de hauteur et de 36 mm de largeur, représentant la couronne de saint Édouard surmontée d'un lion, avec l'inscription « FOR VALOUR » (« Pour bravoure »). À l'origine, l'inscription était « FOR THE BRAVE » (« Pour les courageux »), jusqu'à ce qu'elle fût modifiée sur recommandation de la reine Victoria, qui rappela que tous les hommes engagés dans une bataille font preuve de courage. La croix, la barre à laquelle elle est suspendue et le ruban pèsent environ 27 g.

La couronne de saint Édouard

La croix est suspendue par un anneau à une barre ornée de feuilles de laurier, à travers laquelle passe le ruban. Le revers de la barre de suspension est gravé du nom du récipiendaire, de son grade et du nom de son unité. Le revers de la médaille comporte un panneau circulaire sur lequel est gravée la date de l'acte pour lequel la croix a été attribuée.
La clause no 1 du décret original (1856) précise que la « croix de Victoria est composée d'une croix de Malte de bronze ». Néanmoins, elle a toujours été une croix pattée, et la différence d'avec le mandat n'a jamais été corrigée.
Le ruban est rouge, entre le rouge cramoisi et le violet et il mesure 38 mm de large. La spécification originale des récompenses déclare que le ruban doit être rouge pour les récipiendaires appartenant à l'armée de terre et bleu pour ceux de la marine. Toutefois, le ruban bleu foncé fut aboli peu après la création de la Royal Air Force le 1er avril 1918. Le 22 mai 1920, le roi George V a signé un mandat et déclaré que tous les bénéficiaires recevraient désormais un ruban rouge et que les bénéficiaires en vie de la version navale étaient tenus d'échanger leur ruban pour la nouvelle couleur. Bien que les décrets de la British Army établissent que la couleur du ruban doit être rouge, celle-ci est définie par la plupart des commentateurs comme étant cramoisie ou couleur « vin rouge ».

## Processus de remise
La croix de Victoria est décernée pour : « acte de courage remarquable, acte audacieux ou éminent de bravoure, sacrifice ou dévouement ultime au devoir, en présence de l'ennemi » (most conspicuous bravery, or some daring or pre-eminent act of valour or self-sacrifice, or extreme devotion to duty in the presence of the enemy).
Une recommandation pour la croix de Victoria est normalement faite par un officier au niveau du régiment, ou équivalent. Elle doit être appuyée par trois témoins, bien que cela ait parfois été omis. La recommandation passe ensuite par la hiérarchie militaire jusqu'à ce qu'elle atteigne le secrétaire d'État à la Défense (Defence Secretary). Elle est ensuite déposée devant le monarque qui approuve la nomination avec sa signature.
Les citations à la croix de Victoria sont toujours publiées dans la London Gazette, à la seule exception de celle attribuée au soldat inconnu américain en 1921. Le décret royal de 1856 relatif à la croix de Victoria ne fait pas état de dispositions spécifiques quant à savoir qui devait remettre les médailles aux récipiendaires. La reine Victoria a indiqué qu'elle souhaitait décerner les médailles en personne (elle en a remis 185 sur les 472 attribuées au cours de son règne). En incluant les 62 premières médailles remises lors d'un défilé à Hyde Park le 26 juin 1857 par Victoria, près de 900 croix de Victoria ont été personnellement remises au destinataire par le monarque britannique régnant. Près de trois cents croix ont été remises par un membre de la famille royale ou par un dignitaire civil ou militaire. Enfin, environ 150 distinctions ont été soit transmises au récipiendaire ou à leurs proches parents par courrier recommandé, soit les détails de leur remise ne sont pas connus.
Le décret royal original ne contenait pas de clause spécifique sur les distinctions à titre posthume, bien que la politique officielle fût de ne pas attribuer les croix à titre posthume. Entre la révolte des Cipayes et 1897, avec le début de la guerre des Boers, les noms de six officiers et soldats ont été publiés dans la London Gazette avec une note indiquant qu'ils auraient reçu la croix de Victoria s'ils avaient survécu. Trois avis ont été publiés en septembre 1900 et en avril 1901 pour bravoure durant la guerre des Boers. Dans un renversement partiel de la politique originale, six croix de Victoria à titre posthume, tous pour l'Afrique du Sud, dont les trois officiers et hommes mentionnés dans les avis en 1900 et 1901, ont été décernées le 8 août 1902. Cinq ans plus tard, en 1907, la politique à titre posthume a été complètement inversée et les médailles ont été envoyées aux proches des six officiers et soldats précédemment cités. Le décret royal de la croix de Victoria n'a pas été modifié pour permettre explicitement la remise de récompenses à titre posthume jusqu'en 1920, mais un quart de toutes les récompenses pour la Première Guerre mondiale l'ont été à titre posthume,. Bien que le décret de 1920 ait prévu des récompenses pour les femmes qui servent dans les forces armées, aucune femme n'a jamais obtenu de croix de Victoria.
Dans le cas d'un acte de bravoure accompli par un escadron, l'équipage d'un navire ou un détachement de soldats (comme les marines), dans laquelle tous les hommes sont considérés comme tout aussi braves et dignes de la croix de Victoria, une élection a lieu. Les officiers sélectionnent un officier, les sous-officiers sélectionnent un sous-officier et les simples soldats ou marins choisissent deux des leurs. Sur les 46 croix de Victoria qui ont été attribuées après un scrutin, 29 de ces croix l'ont été au cours de la révolte des Cipayes. Quatre croix ont été octroyées à la division Q de la Royal Horse Artillery, pour la bataille de Sanna's Post (ou Korn Spruit) le 31 mars 1900 pendant la deuxième guerre des Boers. Les dernières distinctions pour l'armée de terre remises après un vote ont été les six croix de Victoria décernées aux fusiliers de Lancastre (Lancashire Fusiliers) du Royal Regiment of Fusiliers à W Beach pendant le débarquement à Gallipoli, le 25 avril 1915, bien que trois de ces récompenses n'ait pas été publiées au Journal officiel qu'en 1917. Les sept dernières récompenses remises après un scrutin ont été les seuls prix votés dans la marine, avec trois récompenses pour deux Q-Ships en 1917 et quatre pour le raid sur Zeebruges (Zeebrugge Raid) en 1918. Il n'y a pas eu d'autres récompenses collectives depuis 1918.
Entre 1858 et 1881, la croix de Victoria a pu être accordée pour les mesures prises « dans des circonstances de danger extrême » (under circumstances of extreme danger), pas forcément face à l'ennemi. Six ont été décernées au cours de cette période, et cinq d'entre elles pour un seul incident pendant l'expédition aux îles Andaman (Andaman Islands Expedition) en 1867. En 1881, les critères ont changé à nouveau et la croix de Victoria ne fut attribuée que pour les actes de bravoure en présence de l'ennemi. Pour cette raison, il a été suggéré par de nombreux historiens, dont Lord Ashcroft, que la nature changeante des guerres se traduira par moins d'attribution de croix de Victoria. La prévalence des techniques de combat éloignées ont induit une baisse de la possibilité de mener des actes de bravoure. Depuis 1940, les militaires s'étant distingués pour acte de bravoure en l'absence de l'ennemi ont reçu la croix de George, qui vient immédiatement après la croix de Victoria de l'ordre de préséance.

### Distinctions coloniales
La croix de Victoria a été étendue aux troupes coloniales en 1867. L'extension a été faite à la suite d'une recommandation pour acte de bravoure concernant le major Charles Heaphy, soldat colonial, pour son action lors des guerres maories en Nouvelle-Zélande en 1864. Il a opéré sous commandement britannique et la croix lui a été décernée en 1867. Plus tard cette année, le gouvernement de la Nouvelle-Zélande a assumé la responsabilité complète des opérations, mais aucune nouvelle recommandation pour la croix de Victoria n'a été émise pour les troupes locales s'étant distinguées dans l'action. Après les actes de bravoure accomplis par trois soldats néo-zélandais en novembre 1868 et janvier 1869 pendant les guerres maories, un ordre en conseil du 10 mars 1869 a créé une « décoration séparée » pour les membres des forces locales, décernée sans autorisation du secrétaire d'État aux colonies. Bien que le gouverneur s'est vu reproché d'avoir abusé de son autorité, le décret a été ratifié par la reine. Le titre « décoration séparée » (Distinctive Decoration) a été plus tard remplacé par le titre croix de la Nouvelle-Zélande (New Zealand Cross).
La question de savoir si les nominations pourraient être faites pour les troupes coloniales qui ne servaient pas sous le commandement des troupes britanniques n'a pas été posée en Nouvelle-Zélande, mais en 1881, elle a été posée en Afrique du Sud. Le chirurgien John McCrea, un officier des forces armées sud-africaines a été recommandé pour acte de bravoure au cours d'un épisode d'hostilités qui n'avait pas été approuvé par le gouvernement britannique. Il a reçu la croix de Victoria et le principe a été élargi : le comportement courageux pouvait être récompensé indépendamment de toute considération politique concernant les opérations militaires. Plus récemment, quatre soldats australiens ont reçu la croix de Victoria au cours de la guerre du Viêt Nam, bien que la Grande-Bretagne n'ait pas été impliquée dans le conflit.
Les troupes indiennes ne sont à l'origine pas éligibles pour la croix de Victoria, étant déjà admissibles pour l'ordre du Mérite indien depuis 1837, la plus ancienne récompense britannique pour la bravoure en général. Lorsque la croix de Victoria est créée en 1856, les troupes indiennes sont encore contrôlées par la Compagnie anglaise des Indes orientales et ne relèvent pas du contrôle de la Couronne jusqu'en 1860. Les officiers européens et les hommes servant dans la Compagnie des Indes n'étant pas admissibles à l'ordre du Mérite indien, la croix de Victoria a été étendue pour les inclure en octobre 1857. Ce n'est qu'à la fin du XIXe siècle que les demandes des troupes indiennes à recevoir la croix de Victoria s'intensifient. Elles sont devenues éligibles à ce prix en 1911. Les premières croix remises aux troupes indiennes sont parues dans la London Gazette le 7 décembre 1914 pour Darwan Sing Negi (en) et Khudadad Khan (en). Negi a reçu avec la croix de Victoria des mains du roi George V lors d'une visite des troupes en France. La cérémonie a eu lieu le 5 décembre 1914 et il est l'un des très rares soldats ayant reçu son prix avant sa parution dans la London Gazette.
Parmi les populations autochtones des colonies, neuf Indiens sont décorés de la croix de Victoria durant la Première Guerre mondiale -dont deux, Gabar Singh Negi (en) et Badlu Singh (en), à titre posthume- et dix-huit durant la Seconde Guerre mondiale, dont huit posthume. Deux Népalais en sont décorés durant la Première Guerre mondiale, et neuf durant la Seconde Guerre mondiale dont trois -Thaman Gurung (en), Netrabahadur Thapa (en) et Sher Bahadur Thapa (en)- à titre posthume. Ces Népalais sont tous de la brigade de Gurkhas. Le seul autre autochtone des colonies britanniques à être décoré de la croix de Victoria est le caporal fidjien Sefanaia Sukanaivalu, à titre posthume durant la Seconde Guerre mondiale.

### Distinctions séparées du Commonwealth

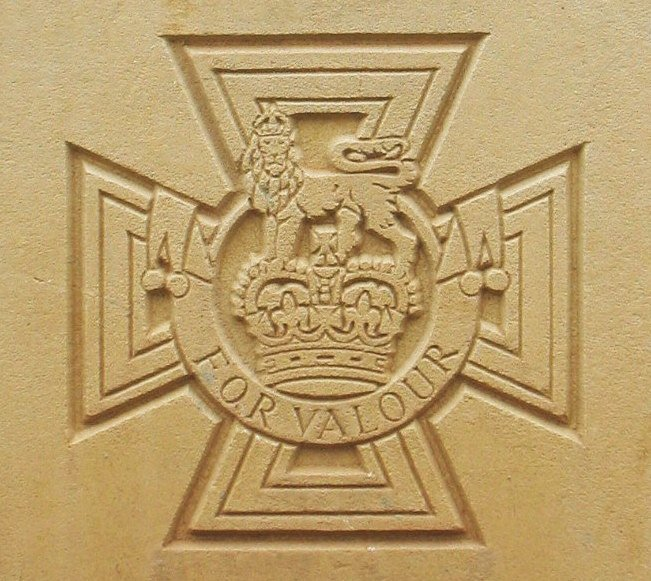
La croix de Victoria, gravée sur certaines tombes de la Commonwealth War Graves Commission

À la fin du XXe siècle, plusieurs pays du Commonwealth ont adopté leurs propres systèmes d'honneurs, distinct du système britannique des distinctions honorifiques. Cela a commencé avec l'indépendance de l'Inde en 1947, lorsque les nouveaux pays de l'Inde et le Pakistan ont présenté leurs propres systèmes de distinctions. La croix de Victoria a été remplacée respectivement par la Param Vir Chakra (PVC) et Nishan-e-Haider (NH), bien que les nouveaux pays aient continué d'autoriser les récipiendaires des distinctions britanniques à porter leurs récompenses lors des cérémonies officielles. Plusieurs soldats et officiers pakistanais étaient autorisés à porter à la fois les médailles britanniques et celles acquises plus tard lors des conflits indo-pakistanais.
Trois royaumes du Commonwealth, l'Australie, le Canada et la Nouvelle-Zélande, ont chacun créé leurs propres décorations pour récompenser la bravoure et le courage, remplaçant ainsi les décorations britanniques, telles que la croix militaire ou la croix de Victoria, par les leurs. Cependant, la plupart des pays du Commonwealth reconnaissent toujours la croix de Victoria comme leur plus haute décoration pour acte de bravoure.
L'Australie est le premier Royaume du Commonwealth à créer sa propre croix de Victoria, le 15 janvier 1991. Même si c'est une organisation séparée, son aspect est identique à son homologue britannique. Le Canada a suivi le mouvement quand, en 1993, la reine Élisabeth II a signé des lettres patentes créant la croix de Victoria canadienne, qui est également similaire à la version britannique, à l'exception que la devise « FOR VALOUR » a été remplacée par son équivalent latin « PRO VALORE ». Cette langue a été choisie de manière à ne favoriser ni le français, ni l'anglais, les deux langues officielles du Canada. La Nouvelle-Zélande a été le troisième pays à adapter la croix de Victoria à son propre système de distinctions honorifiques. Alors que la Nouvelle-Zélande et l'Australie ont techniquement des croix de Victoria distinctes, la médaille est identique à la croix britannique, y compris le fait d'être fabriquées du même métal issu de la guerre de Crimée que la croix de Victoria britannique,. La croix de Victoria canadienne est également fabriquée avec le métal des canons, additionné avec du cuivre et d'autres métaux venus de toutes les régions du Canada.
Depuis janvier 2009, seules deux des croix de Victoria distinctes ont été attribuées. Willie Apiata reçut la croix de Victoria néo-zélandaise le 2 juillet 2007, pour ses actes lors de la guerre d'Afghanistan en 2004. Mark Donaldson a reçu la croix de Victoria australienne le 16 janvier 2009 pour des actes lors de l'opération Slipper, opération australienne durant la guerre en Afghanistan. Une version canadienne devait initialement être attribué au soldat inconnu, lors de l'inauguration du nouveau monument du mémorial de Vimy (en France), le 7 avril 2007, date célébrant le 90e anniversaire de la bataille de la crête de Vimy, mais la pression des organisations des anciens combattants a causé l'abandon du projet.

## Privilèges accordés par la croix

### Rente
Le mandat initial indiquait que les sous-officiers et les soldats ou marins inscrits au registre de La croix de Victoria avaient droit à une rente de 10 £ par an . En 1898, la reine Victoria a élevé la pension à 50 £ pour ceux qui ne pouvaient pas gagner leur vie, que ce soit à cause de leur âge ou d'une infirmité. Aujourd'hui, les titulaires de la croix de Victoria ou de la croix de George ont droit à une rente dont le montant est déterminé par le gouvernement. Depuis 2015, la rente versée par le gouvernement britannique est de 10 000 £ par an. Et exonéré d'impôt pour les contribuables britanniques par l'article 638 de la loi de 2003 sur l'impôt sur le revenu (gains et pensions), ainsi que les pensions ou rentes provenant d'autres récompenses pour bravoure. Au Canada, en vertu de la Gallantry Awards Order , les membres des Forces canadiennes ou les personnes qui se sont enrôlées dans les forces britanniques avant le 31 mars 1949 alors qu'elles étaient domiciliées au Canada ou à Terre-Neuve reçoivent 3 000 dollars canadiens par an. Jusqu'en novembre 2005, le montant était de 3 230 dollars australiens par an. Depuis lors, ce montant a été augmenté chaque année conformément à l'indice australien des prix à la consommation,.

### Annulation
Le mandat royal original comportait une clause d'expulsion qui permettait d'effacer le nom d'un bénéficiaire du registre officiel dans certaines circonstances totalement déshonorantes et d'annuler sa pension. Huit ont été confisquées entre 1861 et 1908. Le pouvoir d'annuler et de restaurer les récompenses est toujours inclus dans le mandat de la croix de Victoria.

## Récipiendaires

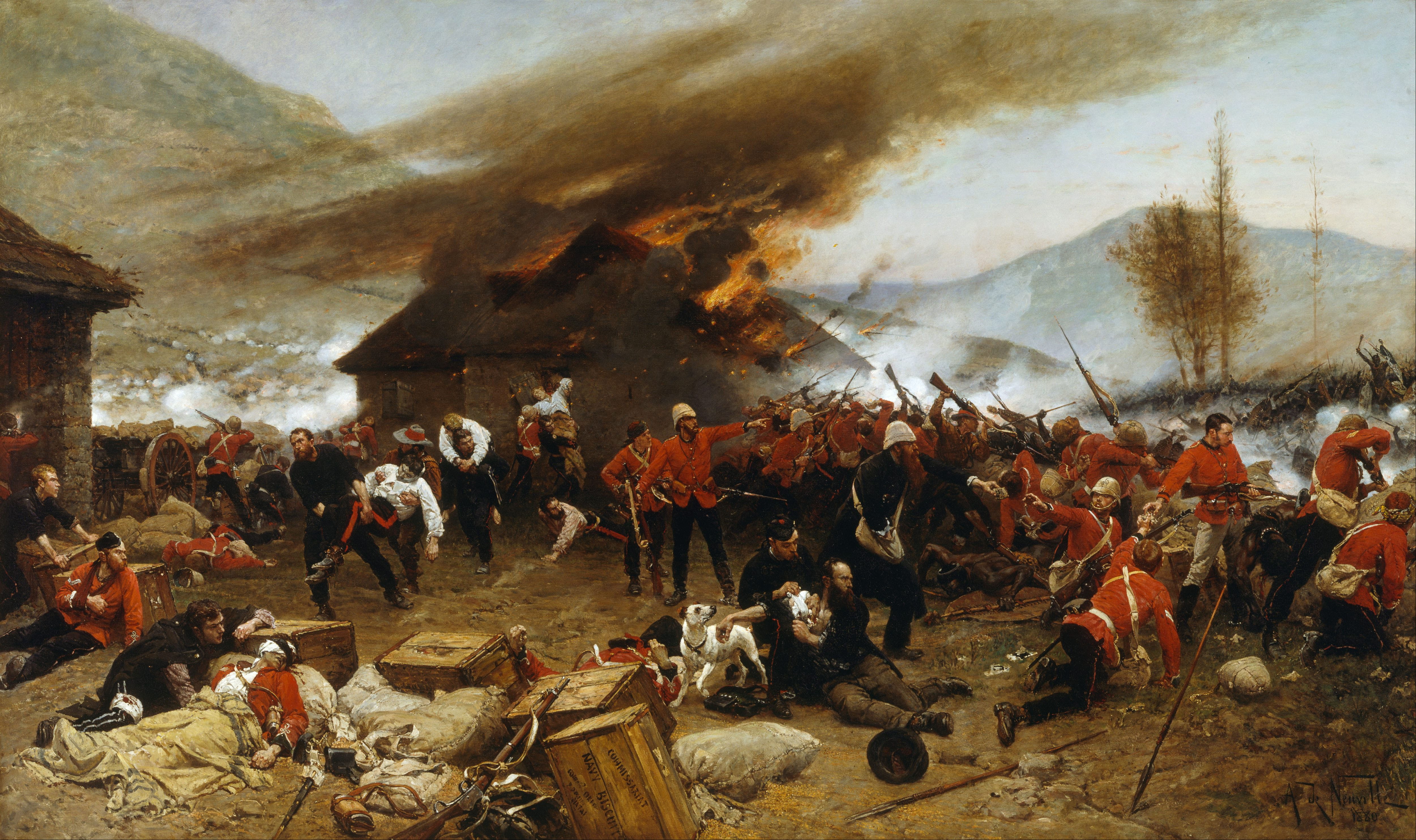
Le plus grand nombre de Croix décernées pour une seule action est de onze lors de la bataille de Rorke's Drift, le 22 janvier 1879. Peinture d'Alphonse de Neuville,1880.

Les premiers récipiendaires remontent à la fin de la guerre de Crimée. Un total de 1 356 croix de Victoria ont été décernées depuis 1856 à 1 353 hommes.
Le plus grand nombre de croix de Victoria attribuées pour des actions sur une seule journée a été de vingt-quatre, le 16 novembre 1857, lors du siège de Lucknow durant la révolte des Cipayes et le plus grand nombre obtenu pour une seule action a été de onze lors de la bataille de Rorke's Drift, le 22 janvier 1879, pendant la guerre anglo-zouloue. Le record pour le nombre de croix de Victoria décernées lors d'un seul conflit a été de 628 au cours de la Première Guerre mondiale. Il ne reste que sept titulaires de la croix de Victoria en vie[Quand ?] : trois Britanniques, un Australien et trois Gurkhas ; trois d'entre eux pour leurs exploits au cours de la Seconde Guerre mondiale. En outre, un Néo-Zélandais détient la croix de Victoria néo-zélandaise et un Australien détient la croix de Victoria australienne. Le 26 juin 2006, huit des neuf titulaires survivants de la croix de Victoria ont assisté à la cérémonie du 150e anniversaire du souvenir à l'abbaye de Westminster.
En 1921, la croix de Victoria a été décernée au soldat inconnu américain de la Première Guerre mondiale (le soldat inconnu britannique s'est vu réciproquement attribuer la Medal of Honor américaine). En 1856, la reine Victoria a remis une croix de Victoria à l'hôpital militaire de Netley. Lorsque l'hôpital a été démoli en 1966, la croix, connue comme « The Netley VC », a été récupérée et est désormais exposée dans le Army Medical Services Museum de Mytchett (en), près de Aldershot.

### Cas particuliers
Trois personnes ont obtenu la croix de Victoria deux fois – ils sont alors autorisés à porter la croix et sa barrette : Noel Chavasse et Arthur Martin-Leake, deux médecins britanniques du Royal Army Medical Corps, pour le sauvetage de blessés sous le feu ennemi, et le Néo-Zélandais Charles Upham, un fantassin, pour ses actions au combat. Upham reste le seul soldat combattant à avoir reçu la croix de Victoria et la barrette.
Un Irlandais, le chirurgien général William Manley, reste le seul bénéficiaire de la croix de Victoria et de la croix de fer allemande : la VC lui a été décernée pour son action durant l'invasion de Waikato lors des guerres maories, en Nouvelle-Zélande le 29 avril 1864, tandis que la croix de fer lui a été décernée pour avoir soigné les blessés pendant la guerre franco-allemande de 1870-1871.
Le lieutenant-colonel John Dimmer est le premier militaire à recevoir, en 1914, une croix militaire et une croix de Victoria.
Le lieutenant d'aviation néo-zélandais Lloyd Trigg, est le seul militaire à s'être vu attribuer une croix de Victoria uniquement sur des preuves fournies par l'ennemi, pour une action dans laquelle il n'y avait pas de témoins alliés survivants. La recommandation a été faite par le capitaine de l'U-Boot allemand U-468, coulé par les avions de Trigg. Le lieutenant commander Gerard Roope a également reçu une croix de Victoria sur la recommandation de l'ennemi, le capitaine de l'Admiral Hipper, mais il a par ailleurs bénéficié de nombreux témoignages de rescapés alliés pour corroborer ses actions.

### Distinctions récentes
Depuis la fin de la Seconde Guerre mondiale, la croix de Victoria originale a été attribué quinze fois : quatre pour la guerre de Corée (1950-1953), une dans la confrontation indonésio-malaisienne en 1965, quatre à des Australiens ayant pris part à la guerre du Viêt Nam (1959-1975), deux au cours la guerre des Malouines en 1982, une pour la guerre en Irak en 2004, et trois pour les guerres en Afghanistan en 2006 et 2013. La croix de Victoria néo-zélandaise a été décernée une fois, pour des actions en Afghanistan en 2004, et remise en 2007. La croix de Victoria australienne a été décernée une fois, pour des actions en Afghanistan en 2008, et remise en 2009.
Les trois croix décernées au XXIe siècle au personnel militaire britannique l'ont été pour des actions dans les guerres en Afghanistan et en Irak. Le 18 mars 2005, le caporal (alors soldat) Johnson Beharry du 1er bataillon du Princess of Wales's Royal Regiment (régiment royal de la Princesse de Galles) est devenu le premier récipiendaire de la croix de Victoria depuis le sergent Ian McKay en 1982. La deuxième a été attribuée à titre posthume le 14 décembre 2006 au caporal Bryan Budd du 3e régiment parachutiste (en). Elle lui a été attribuée pour deux actes distincts de inspirational leadership and the greatest valour (« une capacité d’entraînement exemplaire et la plus grande bravoure ») qui ont conduit à la mort, lors des actions contre les talibans en Afghanistan en juillet et en août 2006. La distinction la plus récente de la croix de Victoria est le 22 août 2015, quand le sergent (alors caporal) Joshua Leakey du 1er bataillon du Régiment parachutiste l'a reçu pour son courage en Afghanistan.

### Récipiendaires par nationalité
Sauf mention contraire, les noms et statistiques des récipiendaires de la croix de Victoria proviennent du site des archives nationales britanniques.

#### Britanniques
Plus de 776 Britanniques ont reçu la croix de Victoria, dont plus de 590 Anglais, 161 Écossais et 25 Gallois.

#### Irlandais
La croix de Victoria a été remise à 188 membres des forces armées nés en Irlande, de confession catholique ou protestante, et ayant servi sous commandement britannique avant son indépendance en 1921.
Trente croix ont été décernées pour des actions au cours de la guerre de Crimée (1853-1856), 52 pour la révolte des Cipayes, 43 pour les campagnes militaires de l'Empire britannique entre 1857 et 1914, 37 pour des actions au cours de la Première Guerre mondiale et 8 pour la Seconde Guerre mondiale.

#### Australiens
La croix de Victoria originale a été décernée à 96 militaires australiens, dont 91 qui l'ont reçue pour leurs actions en tant que membres des forces armées australiennes, et les cinq autres pour leurs actions sous commandement sud-africain ou britannique.
La majorité des distinctions ont été décernées pour des actions au cours de la Première Guerre mondiale, soit soixante-quatre médailles, dont neuf l'ont été pour des actions lors de la bataille de Gallipoli (1915-1916). Vingt médailles ont été décernées pour des actions au cours de la Seconde Guerre mondiale, six au cours de la seconde guerre des Boers (1899-1902), quatre lors de la guerre du Viêt Nam (1959-1975) et deux lors de la guerre civile russe (1917). Vingt-huit Australiens ont reçu la croix de Victoria à titre posthume. Soixante-et-une croix de Victoria sont exposées à l'Australian War Memorial, dont les neuf de la bataille de Gallipoli.
La croix de Victoria australienne a été décernée une fois depuis sa création en 1991 au soldat Mark Donaldson, membre de l'Australian Special Air Service (en) (forces spéciales australiennes) pour ses actions sous le feu ennemi au cours de la guerre en Afghanistan en 2008. En tant que distinction séparée, il n'est pas inclus dans la liste des récipiendaires australiens.

#### Canadiens
La croix de Victoria a été décernée à 96 Canadiens (dont des Canadiens intégrés aux forces armées d'autres pays du Commonwealth et certains étrangers servant dans des unités canadiennes) depuis sa création peu après la guerre de Crimée et 1993, date à laquelle la croix de Victoria canadienne a été créée. Cependant, aucun Canadien n'a reçu la croix de Victoria depuis 1945.
La majorité des médailles ont été remises pour des actions au cours de la Première Guerre mondiale, soit 71 croix, alors que seize ont été décernées pour des actions au cours de la Seconde Guerre mondiale. Les huit autres croix ont été décernées pour des actions lors de la bataille de Balaklava (1854), de la révolte des Cipayes (1857-1858), ou de la seconde guerre des Boers (1899-1902). Deux individus ont mérité La croix de Victoria sans tuer ni blesser personne : dans les années 1860, le soldat Timothy O'Hea a sauvé huit cents immigrants allemands lors d'un feu ferroviaire à Danville au Québec, ainsi que le capitaine John Weir Foote (en) du The Royal Hamilton Light Infantry durant le débarquement de Dieppe en 1942. De plus, le lieutenant Alexander Roberts Dunn, a reçu la croix de Victoria pour son héroïsme au cours de la charge de la brigade légère lors de la bataille de Balaklava (1854).
Le dernier récipiendaire canadien vivant de la croix de Victoria originale, Ernest Alvia "Smokey" Smith, est mort en août 2005.

#### Néo-Zélandais
La croix de Victoria a été décernée à vingt-deux Néo-Zélandais, dont treize durant la Grande Guerre. Le premier à avoir obtenu la croix de Victoria est Charles Neaphy en 1864 lors des guerres maories. Cyril Ruston Guyton Bassett est le premier des Néo-Zélandais à recevoir la croix lors de la Première Guerre mondiale à Gallipoli. Sous le feu de l'ennemi, il installa des lignes téléphoniques et, non sans humour, affirma « qu'il était si petit par la taille que les balles lui passaient au-dessus ». Henry James Nicholas, récipiendaire de la croix de Victoria en 1917 est tué lors des dernières opérations militaires de la guerre le 23 octobre 1918 à Beaudignies près du Quesnoy, dans le Nord de la France. Huit Néo-Zélandais furent décorés de la VC lors de la Seconde Guerre mondiale pour des opérations en Crête, en Égypte, en Tunisie, aux Pays-Bas, en Allemagne et sur l'Atlantique.
Le major général Lord Bernard Cyril Freyberg, gouverneur général de Nouvelle-Zélande de 1946 à 1952 reçut la croix de Victoria en 1916 lors de la bataille de la Somme tandis qu'il servait dans l'armée britannique. Il est considéré comme le symbole des liens qui unissent les deux nations, britannique et néo-zélandaise.

#### Autres
Des militaires d'autres nationalités ont été récompensés par la croix de Victoria originale pour leurs actions de bravoure sous commandement britannique :
- 2 Allemands (pour la guerre de Crimée) ;
- 5 Américains (4 pour la Première Guerre mondiale et 1 pour le bombardement de Shimonoseki)
- 1 Belge (pour la Première Guerre mondiale) ;
- 11 citoyens des îles Britanniques et des îles Vierges britanniques (2 pour la Première Guerre mondiale, 1 pour la Seconde Guerre mondiale, 1 pour la révolte des Boxers, et pour d'autres batailles) ;
- 3 Danois (2 pour la Première Guerre mondiale et 1 pour la Seconde Guerre mondiale) ;
- 1 Fidjien (pour la Seconde Guerre mondiale) ;
- 3 Français (pour la Seconde Guerre mondiale) ;
- 1 Grenadin (pour la guerre d'Irak) ;
- 29 Indiens (19 pour la Seconde Guerre mondiale, 9 pour la Première Guerre mondiale et 1 pour la campagne du Waziristan) ;
- 1 Jamaïquain (pour la campagne de Gambie)
- 1 Kényan (pour la Seconde Guerre mondiale) ;
- 1 Mannois (pour la Seconde Guerre mondiale) ;
- 11 Népalais (8 pour la Seconde Guerre mondiale, 2 pour la Première Guerre mondiale et 1 pour la confrontation indonésio-malaisienne) ;
- 2 Terre-Neuviens[57] (pour la Première Guerre mondiale) ;
- 4 Rhodésiens (2 pour la seconde guerre de Matabeleland, 1 pour la Première Guerre mondiale et 1 pour la Seconde Guerre mondiale) ;
- 22 Sud-Africains (7 pour les guerres des Boers, 7 pour la Première Guerre mondiale, 3 pour la guerre anglo-zouloue, 3 pour la Seconde Guerre mondiale, et pour d'autres batailles) ;
- 1 Sri Lankais (Ceylan) (pour la Première Guerre mondiale) ;
- 1 Suédois (pour la guerre du Basutoland) ;
- 1 Suisse (pour la guerre anglo-zouloue) ;
- 1 Ukrainien (pour la Première Guerre mondiale).

## Valeur

### Ventes de la médaille
Certains récipiendaires ont ressenti le besoin de vendre leurs médailles, souvent pour éviter les disputes entre leurs enfants :

« En vendant leur médaille, ils éliminent le problème. Maintenant, qu'ils la vendent contre une somme si énorme, c'est très difficile de laisser sa médaille à un régiment. Le plus important est qu'elle soit visible quelque part pour servir comme une inspiration future. »

— Didy Grahame, secrétaire de la Victoria Cross and George Cross Association
La valeur des croix de Victoria peut être due aux sommes croissantes atteintes pour leur vente aux enchères. En 1955, le lot de médailles décernées à Edmund Barron Hartley (en) a été vendu chez Sotheby's pour le prix - qui devint un record - de 300 £ (340 €). En octobre 1966, le régiment du Middlesex acheta pour un prix record de 900 £ (1 000 €) une croix décernée après la bataille de la Somme. En janvier 1969, la collection de médailles de William Rennie (en) se vendit à 1 700 £ (1 900 €). En avril 2004, la croix attribuée en 1944 au sergent Norman Jackson (en), soldat de la Royal Air Force, a été vendue aux enchères pour 235 250 £ (268 800 €).
Le 24 juillet 2006, une vente aux enchères chez Bonhams (Sydney) de la croix décernée au capitaine Alfred Shout atteignit la somme d'un million de dollars australiens. Cette croix avait été donnée à titre posthume en 1915 à Alfred Shout pour un combat au corps à corps dans les tranchées de Lone Pine (en) à Gallipoli en Turquie. L'acheteur, Kerry Stokes, a ensuite donné la médaille au mémorial australien de la guerre : elle est exposée avec les huit autres médailles décernées à des Australiens ayant combattu à Gallipoli.

## Collections

### Collections publiques
Ce tableau liste les principaux musées ayant[Note 1] au moins dix croix de Victoria,.
| Au Royaume-Uni                                                                                     | Au Royaume-Uni             | Au Royaume-Uni                        |
| Musée                                                                                              | Lieu                       | Nombre de croix de Victoria possédées |
| -------------------------------------------------------------------------------------------------- | -------------------------- | ------------------------------------- |
| Imperial War Museum                                                                                | Kennington, Londres        | 50                                    |
| National Army Museum                                                                               | Chelsea (Londres)          | 39                                    |
| Royal Green Jackets Museum (en)                                                                    | Winchester, Hampshire      | 34                                    |
| Royal Engineers Museum (en)                                                                        | Gillingham                 | 26                                    |
| Army Medical Services Museum                                                                       | Mytchett (en), Surrey      | 22                                    |
| Firepower, The Royal Regiment of Artillery Museum                                                  | Woolwich, Londres          | 20                                    |
| Queen's Own Highlanders (en) Museum                                                                | Ardersier, Inverness-shire | 16                                    |
| South Wales Borderers Museum (en)                                                                  | Brecon, Pays de Galles     | 16                                    |
| Green Howards Regimental Museum (en)                                                               | Richmond, Yorkshire        | 15                                    |
| Royal Fusiliers (en) Museum                                                                        | Tour de Londres            | 12                                    |
| Gordon Highlanders Museum                                                                          | Aberdeen                   | 12                                    |
| National Maritime Museum                                                                           | Greenwich, Londres         | 11                                    |
| National War Museum of Scotland (en)                                                               | Château d'Édimbourg        | 11                                    |
| RAF Museum                                                                                         | Hendon, London             | 11                                    |
| The Sherwood Foresters (Nottinghamshire and Derbyshire Regiment) ou Sherwood Foresters (en) Museum | Nottingham                 | 11                                    |
| Gurkha Museum                                                                                      | Winchester, Hampshire      | 10                                    |
| Royal Marines Museum (en)                                                                          | Portsmouth, Hampshire      | 10                                    |
| Royal Welch Fusiliers Museum                                                                       | Caernarfon Castle, Wales   | 10                                    |
| Hors du Royaume-Uni                                                                                |                            |                                       |
| Mémorial australien de la guerre                                                                   | Canberra, Australie        | 61 [Note 2]                           |
| Musée canadien de la guerre                                                                        | Ottawa, Ontario            | 33                                    |
| Musée militaire de Nouvelle-Zélande                                                                | Waiouru, Nouvelle-Zélande  | 11                                    |

Note 1. Beaucoup de croix sont prêtées aux musées par des particuliers, et ne leur appartiennent donc pas.
Note 2. Il s'agit de la plus grande collection publique de croix de Victoria dans le monde, en incluant les neuf croix de Victoria décernées à des Australiens à Gallipoli).

### Collections privées
L'homme d'affaires et politicien britannique Michael Ashcroft a réuni dans sa collection privée plus de 150 croix. Lord Ashcroft obtint la première en 1986 et la collection contient plus d'un dixième de toutes les croix décernées, ce qui en fait la plus grande collection publique ou privée de ces décorations. Elle est administrée par The Ashcroft Collection Trust. Ashcroft a publié en novembre 2006 un ouvrage intitulé Victoria Cross Heroes (voir la bibliographie). Il a été annoncé en juillet 2008 qu'il avait donné 5 millions de livres sterling pour une galerie permanente à l'Imperial War Museum, où les 50 croix de Victoria du musée seront exposées à côté de sa propre collection de 162 croix.

## La croix de Victoria dans la culture populaire

### Mémoriaux
En 2004, un mémorial de la Croix de Victoria et de la Croix de George a été installé dans l'abbaye de Westminster à proximité de la tombe du Soldat inconnu. L'abbaye de Westminster est un monument célébrant l'histoire britannique, et elle contient de nombreux monuments commémoratifs et des mémoriaux célébrant les figures centrales qui ont jalonné l'histoire du pays, y compris Charles Darwin, Isaac Newton, Charles Dickens ou William Shakespeare, et les tombes de plusieurs des monarques britanniques, tels que Jacques Ier ou Élisabeth Ire. Ainsi, le choix de construire le mémorial des croix de Victoria et de George à Westminster correspond à un grand honneur.
William Lummis MC est un historien militaire qui a reconstitué une archive sur les états de service et les tombes des titulaires de la croix de Victoria. Son travail a été résumé dans une brochure qui est devenue la source sur la question de la part des autorités. Conscient des limites de son travail, Lummis a encouragé David Harvey à le poursuivre, qui a à son tour publié un ouvrage en 2000, Monuments to Courage: Victoria Cross Monuments and Headstones.

### Dans l'art
Le sujet d'un soldat recevant la croix de Victoria a été fréquemment représenté par les artistes depuis la création de la médaille. On peut citer en particulier les cinquante tableaux de Louis William Desanges, peints entre 1850 et 1860. La plupart étaient exposés à la galerie égyptienne (Egyptian Gallery) de Piccadilly, et ont été déplacés en 1900 par Lord Wantage dans la galerie de la croix de Victoria (Victoria Cross Gallery) dans la ville de Wantage (Berkshire). Plus tard, la collection a été dispersée et la plupart des tableaux ont été remis aux régiments représentés.
Un certain nombre de représentations de la croix de Victoria ont été réalisées dans le cadre d'une brochure de propagande commandée par le Ministère de l'information au cours de la Seconde Guerre mondiale.
En 2007, le Royal Mail a utilisé le matériel provenant des archives de William Lummis pour éditer une collection de timbres commémorant les récipiendaires de la croix de Victoria.

### Cinéma
- Dans le film Fast and Furious 8, Luke Hobbs lit à Deckard Shawn un document où Shawn est cité pour la Victoria Cross.
- Dans le dessin animé de Walt Disney Le Livre de la jungle, le colonel Hathi, chef de la patrouille des éléphants, a reçu la Victoria Cross.
- Dans le film Kings'man : Première Mission, Conrad Oxford reçoit, comme son père (Orlando Oxford), la Victoria Cross pour ses actes de bravoure au combat.
- Dans le tome 3 de la bande-dessinnée Le sommet des dieux de Jiro Taniguchi, l’ancien Gurkha Naradar Rasendra se révèle avoir reçu la Victoria cross et en toucher une rente.